# Чайтанья-чарітамріта
«Чайтанья-чарітамріта» (Caitanya-caritāmṛta IAST) — агіографія основоположника традиції вайшнавізму Чайтаньї Махапрабгу, докладно описує його життя і вчення. Написана Крішнадасою Кавіраджею на початку XVII століття мовою бенґалі, але також містить багато текстів на санскриті.
Містить у собі історії з життя Чайтаньї Махапрабгу і філософські бесіди, в яких докладно описується бгакті-йоґа і приділяється особлива увага санкіртану — публічному оспівуванню імен Крішни у вигляді Харе Крішна маха-мантри.
За широтою охопленого матеріалу і за художніми якостями біографія не має собі рівних в середньовічній бенґальській літературі. Основне завдання біографії автор бачив у викладі і пропаганді ідей бенґальського вайшнавізму і бгакті. З цією метою він широко залучає релігійно-філософську літературу (число цитованих джерел перевищує 60).
Є одним з основних священних писань кришнаїтів, які ставлять його в один ряд з такими класичними індуїстськими текстами, як «Бгаґавата-пурана» і «Бгаґавад-Ґіта». Бгактісіддганта Сарасваті говорив про «Чайтанья-чарітамріту» наступне:
|  | Якби всі книги на світі раптом зникли й на землі залишилися б лише «Шрімад-Бгаґаватам» і «Чайтанья-чарітамріта», люди все одно змогли б досягти свого вищого призначення. І, навіть, якби зникла «Шрімад-Бгаґаватам Пурана», але залишилася «Чайтанья-чарітамріта», в цьому теж не було б великої втрати для людства, тому що в останній явлено те, що приховано у першій. Вища Абсолютна Істина - Шрі Чайтанья Махапрабгу, образ Якого є божественним єднанням Радги і Крішни. «Чайтанья-чарітамріта» є Його звуковим втіленням. Чи можна після цього засумніватися в духовній величі цього трансцендентного твору? |

## Зміст
«Чайтанья-чарітамріта» розділена на три частини:
1. Аді-ліла
2. Мадг'я-ліла
3. Антья-ліла

Кожна частина описує певний період життя Чайтаньї Махапрабгу:

### Аді-ліла
«Аді-ліла» дає богословське пояснення особистості Чайтаньї як аватари Крішни в умонастрої Радгарані (об'єднана аватара Радги і Крішни в одній особі), описує його найближчих супутників в дитинстві і їх походження і закінчується коротким описом раннього періоду життя Чайтаньї до прийняття ним санньяси (зречення сімейного, земного способу життя — відмова від матеріального і зосередження на духовному житті).

### Мадг'я-ліла
«Мадг'я-ліла» докладно описує діяння Чайтаньї Махапрабгу після прийняття ним санньяси.
Протягом шести років, описаних в «Мадх'я-лілі», Чайтанья передає вчення, з яким прийшов, головним зі своїх послідовників — Рупі Ґосвамі і Санатані Ґосвамі. Там також міститься життєпис Мадгавендри Пурі, філософський диспут з ученим-послідовником адвайта-веданти Сарвабгаумою Бгаттачар'єю (в якому Чайтанья оголошує про перевагу бгакті над безособистісною адвайтою), опис паломництва Чайтаньї до Південної Індії, опис повсякденної діяльності Чайтаньї та його послідовників і їхню участь у щорічному святі колісниць Ратха-ятра в Пурі (Орісса).

### Антья-ліла
У «Антья-ліла» міститься опис релігійних п'єс написаних Рупою Ґосвамі, діяльність різних послідовників Чайтаньї і їх взаємовідносини, зокрема описуються взаємини Чайтаньї з Раґгунатхою Дасою Ґосвамі та Джаґаданандою Пандітом. Там само докладно описуються останні роки життя Чайтаньї в Джаґаннатха-Пурі, де він постійно відчував дедалі більші екстатичні почуття розлуки з Крішною (віпраламбга-бгава). У кінці «Антья-ліли» міститься опис Шікшаштаки — восьми основних настанов Чайтаньї, написаних ним самим.

## Історія написання «Чайтанья-чарітамріти»
Автор «Чайтанья-чарітамріти» — Крішнадаса Кавіраджа, ніколи особисто не зустрічав Чайтаньї. Описані в ній події засновані на спогадах духовного вчителя Крішнадаси Кавіраджа — Раґгунатги Даси Ґосвамі (1494-1586), який був одним з найбільш наближених учнів Чайтаньї.
У складанні «Чайтаньї-чарітамріти» Крішнадаса Кавіраджа також використовував щоденники Мурарі Ґупти і Сварупа Дамодара, які були близькими супутниками і особистими секретарями Чайтаньї.
Крішнадаса Кавіраджа взявся за написання «Чайтанья-чарітамріти» в дуже похилому віці на прохання вайшнавів Вріндавана, які попросили його скласти життєпис Чайтаньї Махапрабгу. Хоча вже існувала ґрунтовна біографія Чайтаньї написана Вріндаваною Дасою Тхакуром під назвою «Чайтанья-бгаґавата», останні роки життя Чайтаньї не були докладно описані в ній.
«Чайтанья-чарітамріта» широко копіювалася і поширювалася серед вайшнавських товариств Бенґалії і Орісси XVII століття. Це було результатом проповіді трьох вайшнавских проповідників по імені Нароттама Даса, Шьямананда і Шрініваса, які були навчені Джіва Ґосвамі і самим Крішнадасою Кавіраджею. У XVIII століття, проте, копії «Чайтанья-чарітамріти» вже було складно знайти. Бгактівінода Тгакура згадує у своїй автобіографії, що у нього пішло кілька років на пошук «Чайтанья-чарітамріти». Згодом, Бгактівінода Тхакур видав її разом зі своїм коментарем «Амріта-праваха». Після його смерті, його син Бімал Прасада (пізніше отримав популярність як Бгактісіддганта Сарасваті) в свою чергу написав коментар «Анубгаш'я» і повторно видав «Чайтанья-чарітамріту» великим накладом.

## Сучасні видання
У 1974 рік у учень Бхактісіддханти Сарасваті — Бгактіведанта Свамі Прабгупада переклав і опублікував «Чайтанья-чарітамріту» в 17-ти томах зі своїми коментарями, заснованими на коментарях «Амріта-праваха» Бгактісіддганти Сарасваті і коментарях «Анубгаш'я» Бгактівіноди Тгакура. Це видання було перекладено багатьма мовами і поширене по всьому світу. Воно є найвідомішим виданням «Чайтанья-чарітамріти» на сьогоднішній день. У 1999 році опубліковано українською мовою у видавництві «Бгактіведанта Бук Траст».